# For The Players By The Players
For The Players By The Playersは2022年から2024年まで開催されていた日本ゴルフツアー機構（JGTO）、ジャパンゴルフツアー選手会主催の男子プロゴルフトーナメントである。

## 概要
2021年12月6日、JGTOは国内男子ツアーの新規大会として本大会を2022年から開催すると発表した。
大会会場はアセット・ホールディングスが運営する群馬県安中市の「THE RAYSUM（ザ・レーサム）」（2023年1月からは「THE CLUB golf village」に改称）で、2031年まで10年間のコース提供契約を締結している。
第1回大会は2022年10月6日から9日までの4日間開催となる。
本大会は従来のストローク方式ではなく、イーグル4点、バーディ3点、パー2点、ボギー1点、ダブルボギー以上は0点等、得点換算して総合点を競うポイント制のステーブルフォード方式を採用する｡
2023年はコース改修のため開催されなかったが、2024年は2年ぶりに開催され開催時期は5月2週に移動した。ポイント制は、アルバトロス8点、イーグル5点、バーディ2点、パー0点、ボギーはマイナス1点、ダブルボギー以上はマイナス3点となっている。

## 歴代優勝者
| 開催回 | 開催年 | 優勝者名             | スコア | 2位との差 | 2位（タイ） | 開催コース                              |
| ------ | ------ | -------------------- | ------ | --------- | ----------- | --------------------------------------- |
| 第2回  | 2024年 | マイケル・ヘンドリー | 38点   | 1点       | 小袋秀人    | THE CLUB golf village                   |
| 第1回  | 2022年 | 小林伸太郎           | 41点   | 5点       | 大岩龍一    | THE RAYSUM（現：THE CLUB golf village） |